# Green Bay Packers 1950
La stagione 1950 dei Green Bay Packers è stata la 30ª della franchigia nella National Football League. La squadra, allenata da Gene Ronzani, ebbe un record di 3-9, terminando quinta nella NFL Western division. Fu la prima stagione dei Packers senza Curly Lambeau come capo-allenatore e la prima con le nuove maglie color verde e giallo.
Per dare alla franchigia una stabilità finanziaria, la squadra vendette per la prima volta delle azioni al pubblico, che fruttarono 118.000 dollari.

## Roster
| Roster dei Green Bay Packers nel 1950 |
| --- |
| Quarterback - Paul Christman - Tom O'Malley - Tobin Rote Running Back - Bill Boedeker - Tony Canadeo - Al Cannava - Jack Cloud - Larry Coutre - Wally Dreyer - Bob Forte - Ted Fritsch - Billy Grimes - Floyd Reid Wide Receiver - Al Baldwin - Ted Cook - Bob Mann - Steve Pritko Tight End {{{te}}} Offensive Linemen - Buddy Burris - Ray DiPierro - Chuck Drulis - Enrique Ecker - Leon Manley - Ed Neal - Len Szafaryn Defensive Linemen - Clarence McGeary - Dan Orlich - Joe Spencer - Don Stansauk - Abner Wimberly Linebacker - Carl Schuette - Bob Summerhays - Clayton Tonnemaker Defensive Back - Rebel Steiner - Alex Wizbicki Special Team - Earl Girard |
| Legenda - I rookie sono in corsivo. - Il primo ruolo è il principale mentre gli eventuali successivi indicano i ruoli secondari. - (IR) sta per Injured Reserve ed indica la lista ristretta per un solo giocatore infortunato che può tornare ad allenarsi dopo la settimana 6 e a rientrare in prima squadra dopo che questa ha giocato 8 partite. - (NF-Inj.) / (NF-Ill.) stanno rispettivamente per Non-Football Injured e Non-Football Illness ed indicano le liste dove viene inserito un giocatore che ha un infortunio o una malattia non dipendente dal football americano. - (PUP) sta per Physically Unable to Perform ed indica la lista dove viene inserito un giocatore mentre è in attesa di recuperare la condizione fisica. Nella stagione regolare dopo la sesta partita giocata dalla propria squadra, il giocatore ha tempo tre settimane per riprendere ad allenarsi, più tre settimane aggiuntive dal suo rientro agli allenamenti per rientrare in prima squadra. |

## Calendario
| Stagione regolare |                    |                        |                    |                    |                               |                    |
| Turno             | Data               | Avversario             | Risultato          | Record             | Stadio                        | Pubblico           |
| 1                 | 17 settembre       | Detroit Lions          | S 7–45             | 0–1                | City Stadium                  | 22,096             |
| 2                 | 24 settembre       | Washington Redskins    | V 35–21            | 1–1                | Wisconsin State Fair Park     | 14,109             |
| 3                 | 1 ottobre          | Chicago Bears          | V 31–21            | 2–1                | City Stadium                  | 24,893             |
| 4                 | 8 ottobre          | New York Yanks         | S 31–44            | 2–2                | City Stadium                  | 23,871             |
| 5                 | 15 ottobre         | at Chicago Bears       | S 14–28            | 2–3                | Wrigley Field                 | 51,065             |
| 6                 | 19 ottobre         | at New York Yanks      | S 17–35            | 2–4                | Yankee Stadium                | 13,661             |
| 7                 | Settimana di pausa | Settimana di pausa     | Settimana di pausa | Settimana di pausa | Settimana di pausa            | Settimana di pausa |
| 8                 | 5 novembre         | at Baltimore Colts     | S 21–41            | 2–5                | Memorial Stadium              | 12,971             |
| 9                 | 12 novembre        | Los Angeles Rams       | S 14–45            | 2–6                | Wisconsin State Fair Park     | 20,456             |
| 10                | 19 novembre        | at Detroit Lions       | S 21–24            | 2–7                | Briggs Stadium                | 17,752             |
| 11                | 26 novembre        | San Francisco 49ers    | V 25–21            | 3–7                | City Stadium                  | 13,196             |
| 12                | 3 dicembre         | at Los Angeles Rams    | S14–51             | 3–8                | Los Angeles Memorial Coliseum | 39,323             |
| 13                | 10 dicembre        | at San Francisco 49ers | S 14–30            | 3–9                | Kezar Stadium                 | 20,797             |

Nota: gli avversari della propria division sono in grassetto.

## Classifiche
| NFL Western Division |   |    |   |      |     |     |     |     |
|                      | V | S  | P | %    | DIV | PF  | PS  | STR |
| Los Angeles Rams     | 9 | 3  | 0 | .750 | 9–2 | 466 | 309 | V1  |
| Chicago Bears        | 9 | 3  | 0 | .750 | 8–2 | 279 | 207 | V1  |
| New York Yanks       | 7 | 5  | 0 | .583 | 7–4 | 366 | 367 | V1  |
| Detroit Lions        | 6 | 6  | 0 | .500 | 5–6 | 321 | 285 | S1  |
| San Francisco 49ers  | 3 | 9  | 0 | .250 | 3–8 | 213 | 300 | V1  |
| Green Bay Packers    | 3 | 9  | 0 | .250 | 2–9 | 244 | 406 | S2  |
| Baltimore Colts      | 1 | 11 | 0 | .083 | 1–4 | 213 | 462 | S5  |

Nota:  i pareggi non venivano conteggiati ai fini della classifica fino al 1972.